# Björn Lindberg Hernlund
Björn Johan Allan Lindberg Hernlund, född 28 oktober 1976 i Nacka församling i Stockholms län, är en svensk nynazist.

## Biografi
Björn Lindberg Hernlund dömdes till 11 års fängelse för mordet på fackföreningsmannen Björn Söderberg i Sätra den 12 oktober 1999. Han dömdes även för förberedelse till rån. Två andra dömdes för mordet, Hampus Hellekant dömdes för att ha lämnat över vapnet och Jimmy Niklasson för att ha kört flyktbilen.